# Biserica de lemn din Tușinu

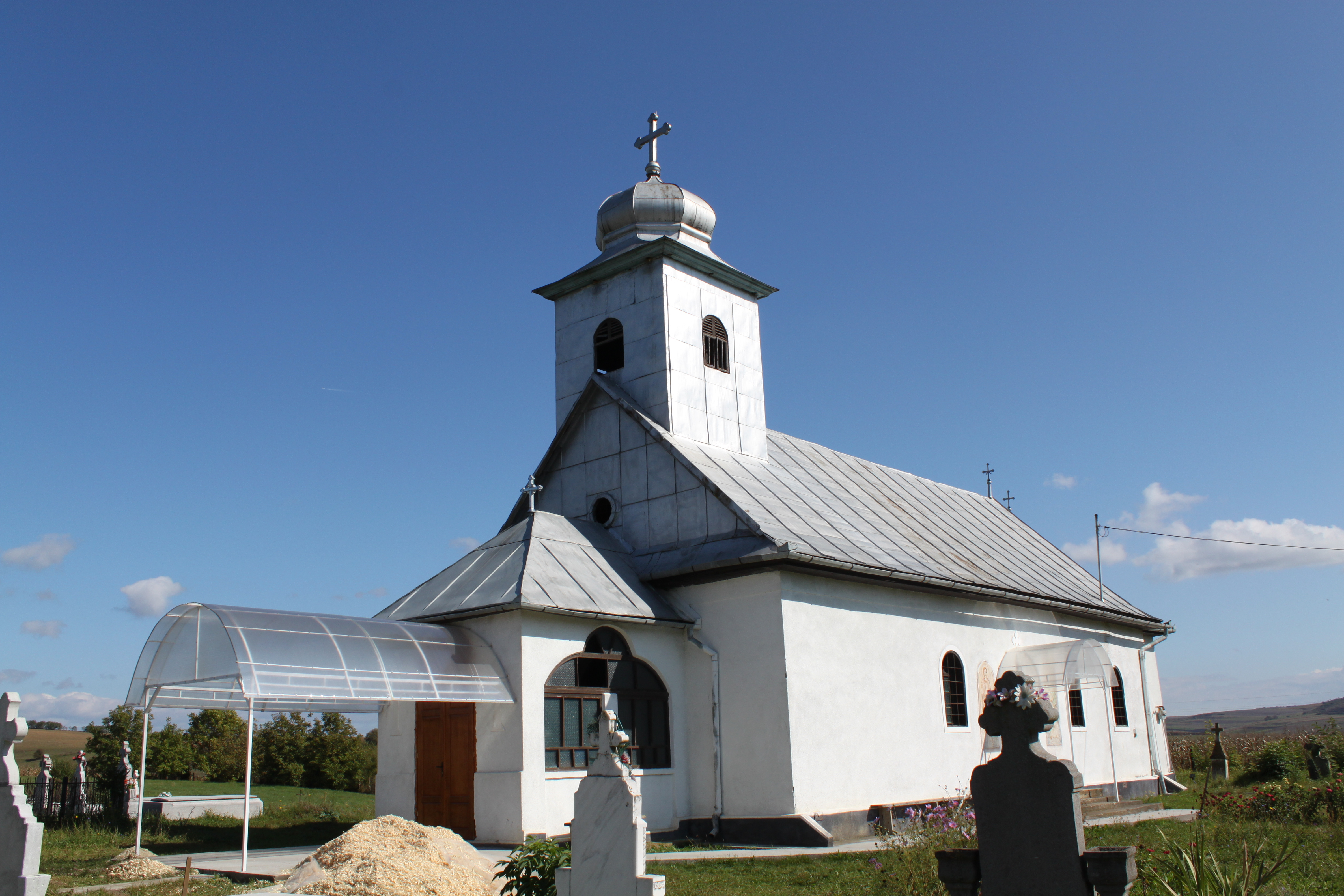
Biserica de lemn din Tuşinu, judeţul Mureş

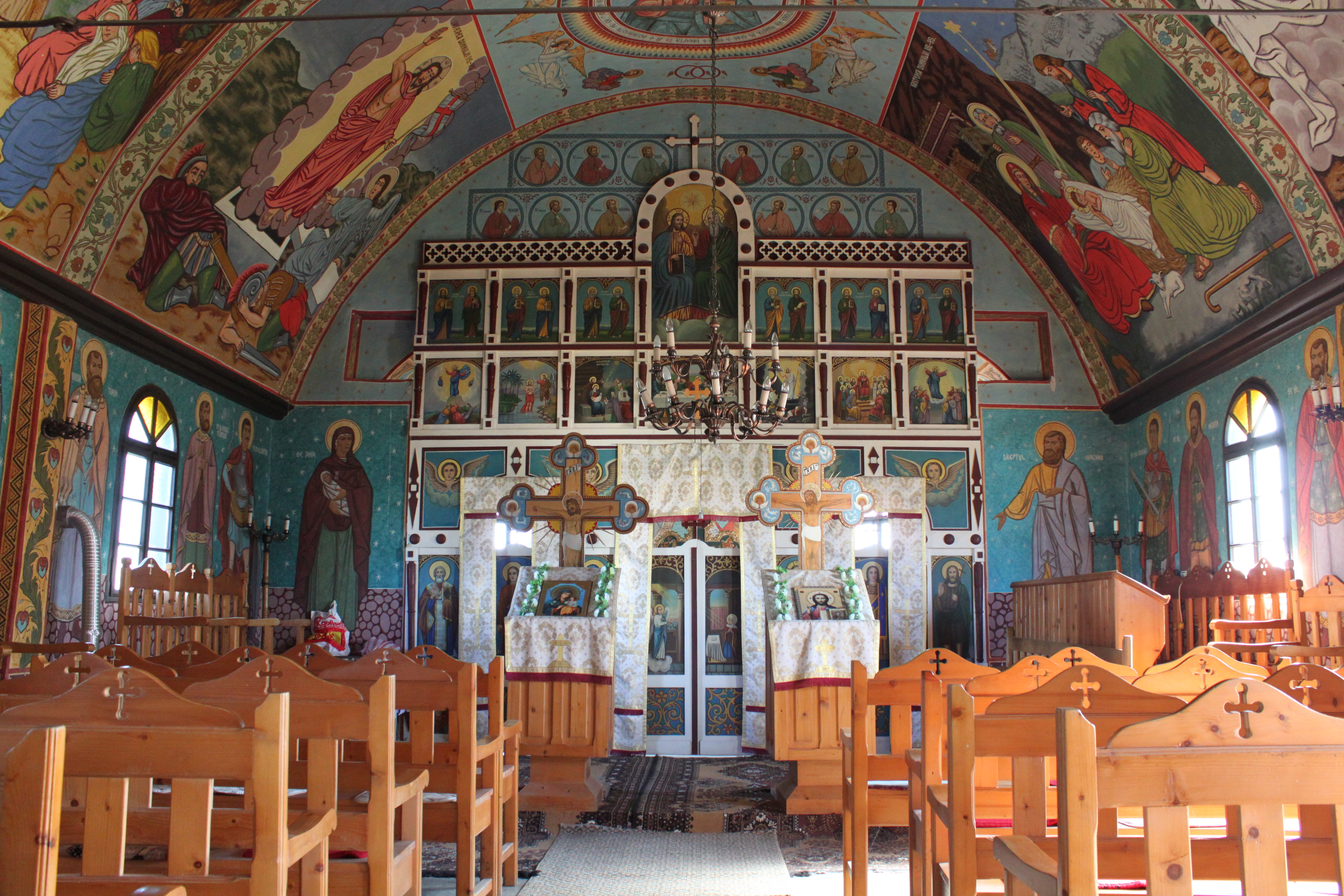
Naosul bisericii. Vedere spre iconostas

Biserica de lemn din Tușinu, comuna Sânpetru de Câmpie, județul Mureș, a fost construită în anul 1925. Are hramul „Buna Vestire”. 

## Istoric
În Tușinu a existat o altă biserică de lemn, cu hramul „Sfinții Arhangheli”, care fusese edificată în anul 1818. Ea a fost înlocuită, în anul 1925, de biserica actuală, construită tot din lemn, după planurile arhitectului Ioan Ursu din Gherla; ea a preluat de la ctitoria anterioară icoane și cărți.

## Imagini

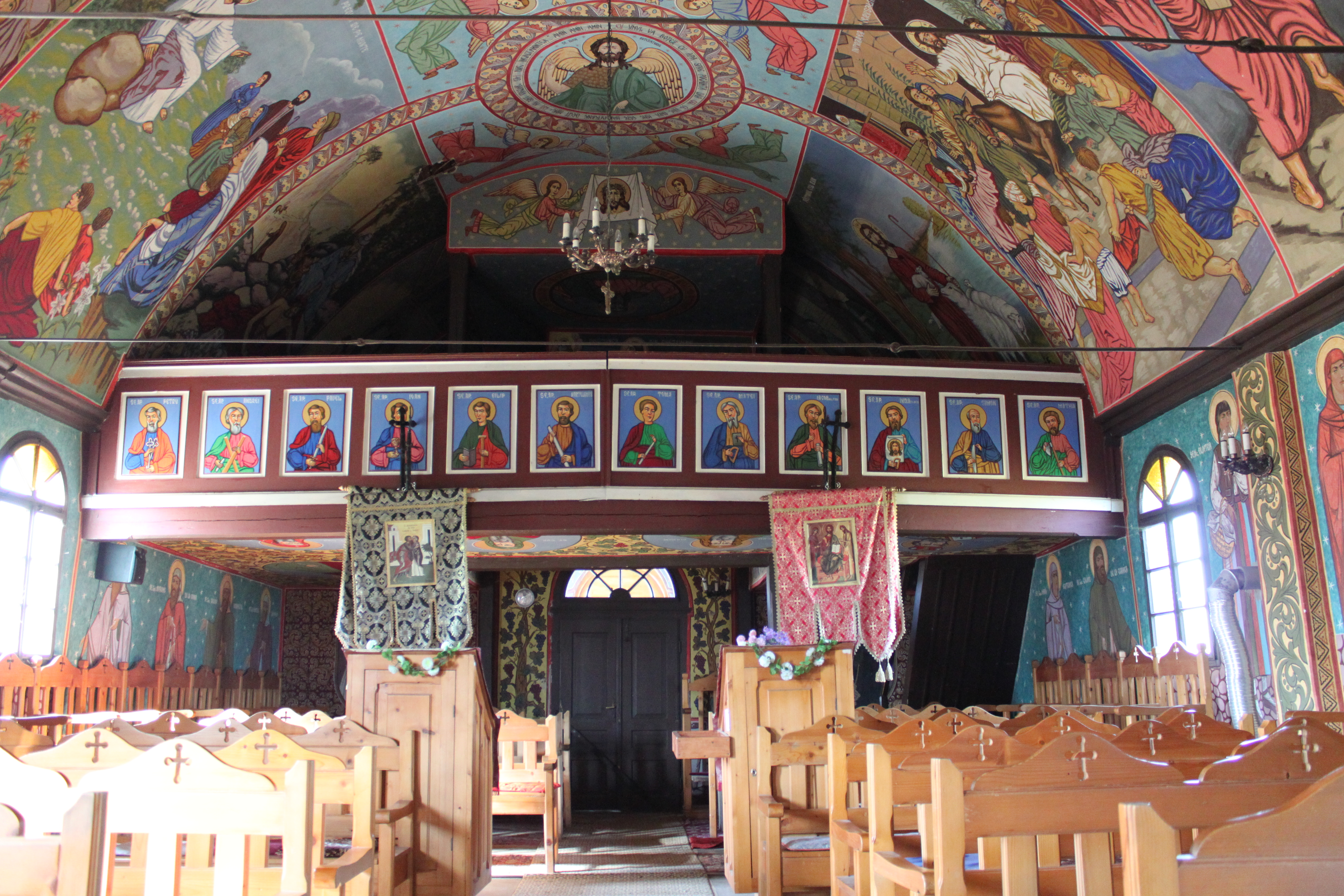
Vedere spre intrarea de pe latura de vest
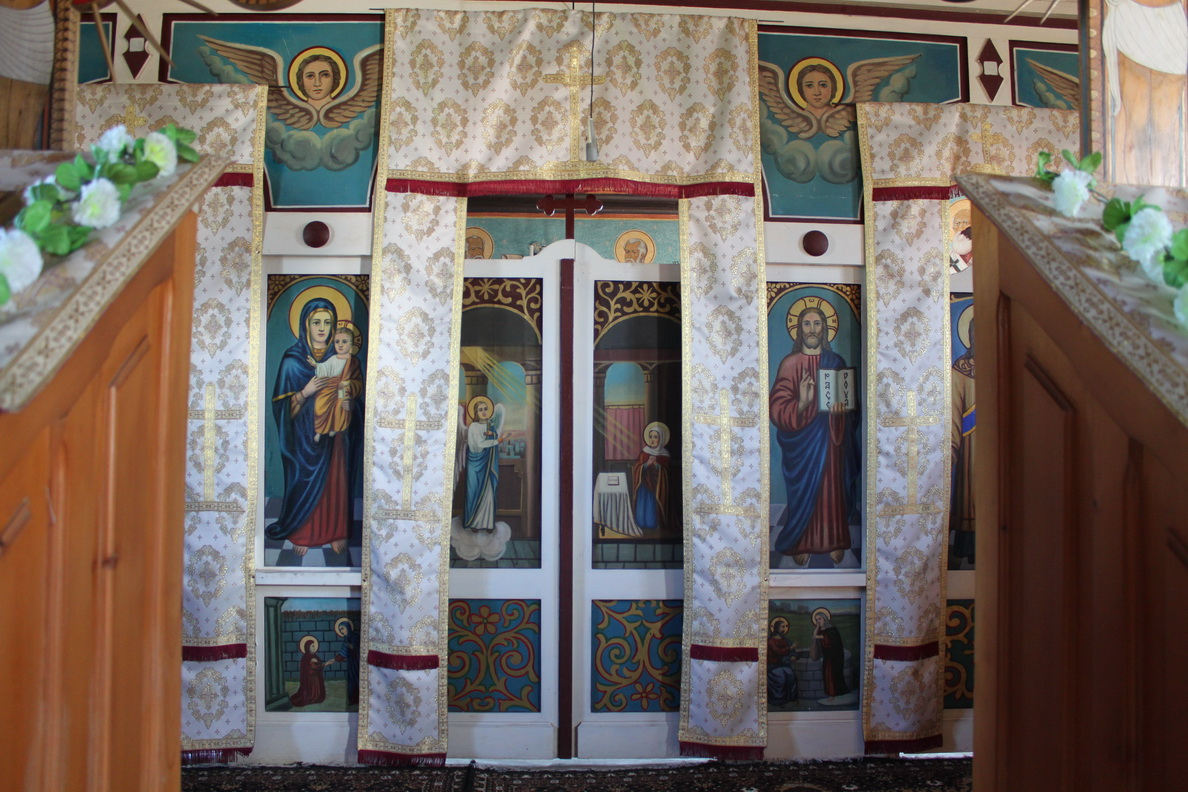
Uşile împărăteşti
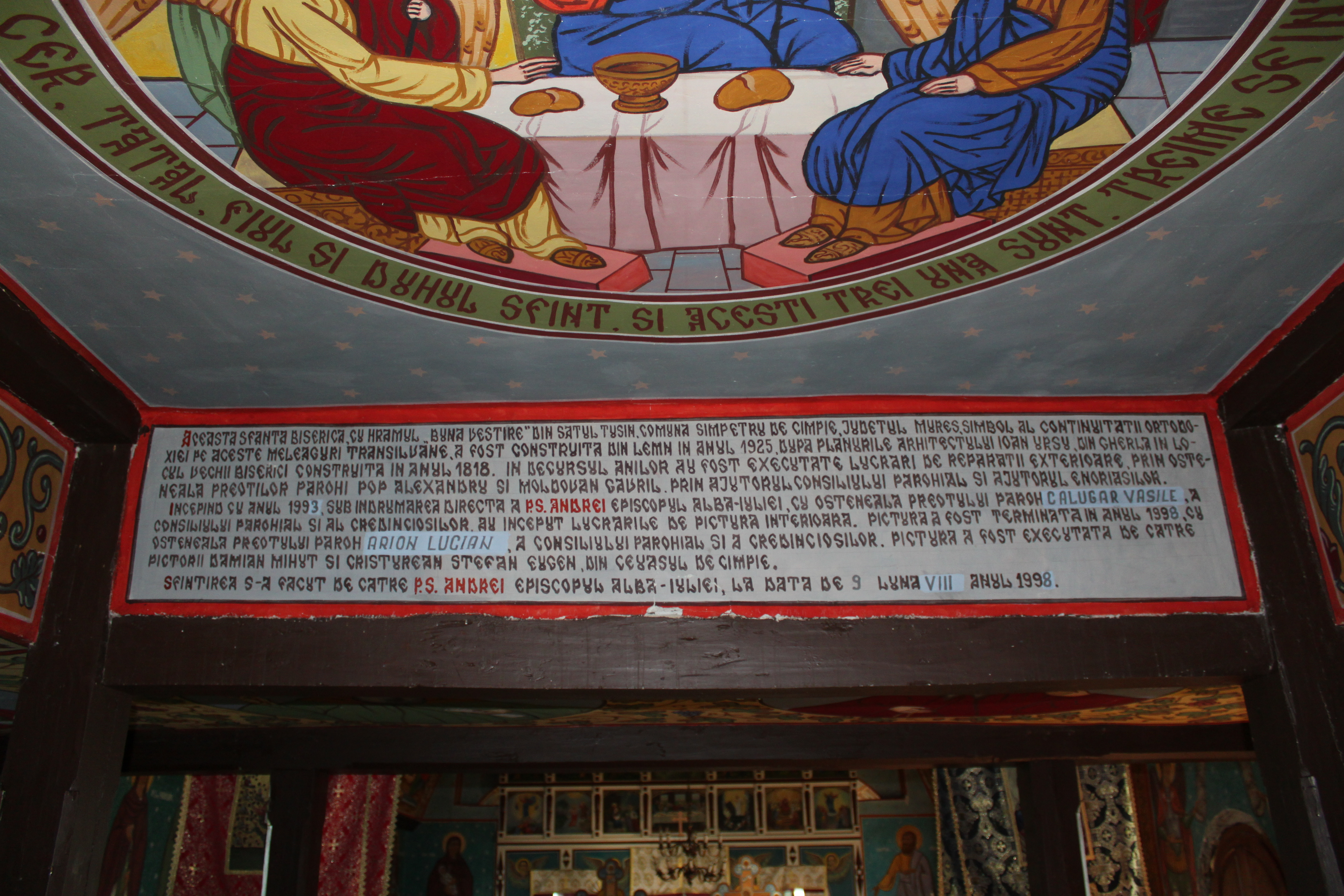
Pisania bisericii
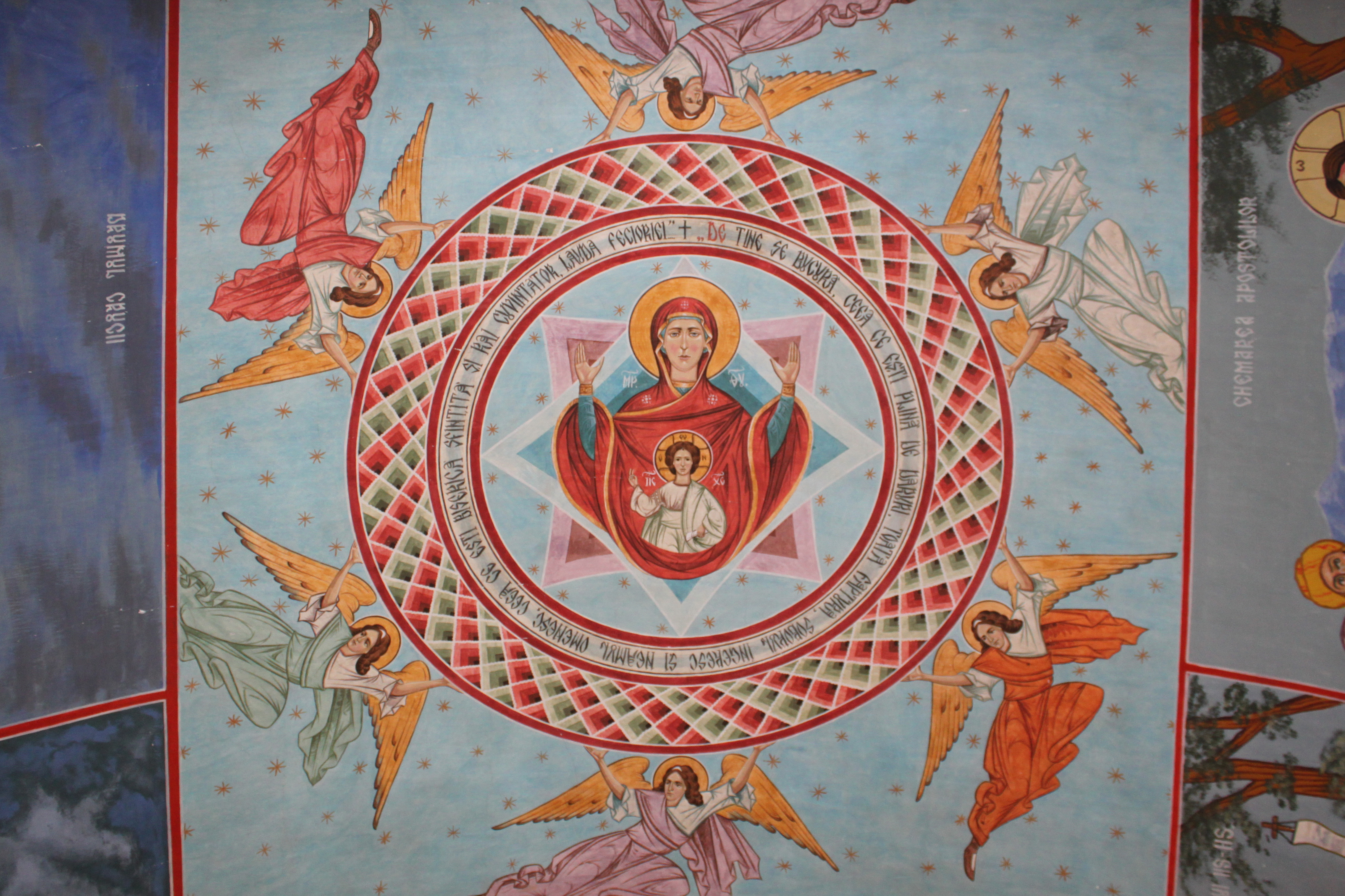
Pictura bolţii bisericii
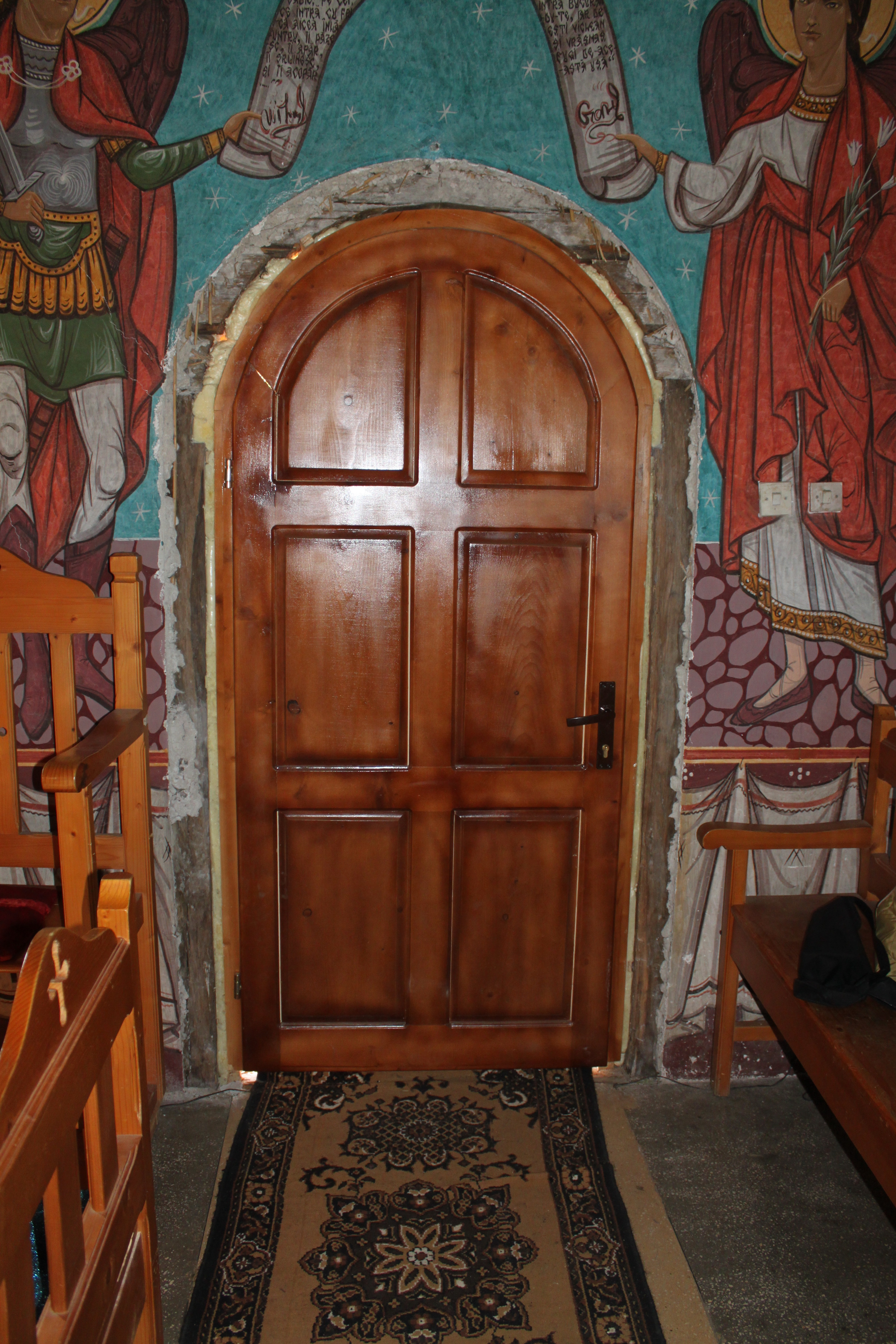
Dosul uşii de pe latura de sud. Se poate observa lemnul sub tencuială
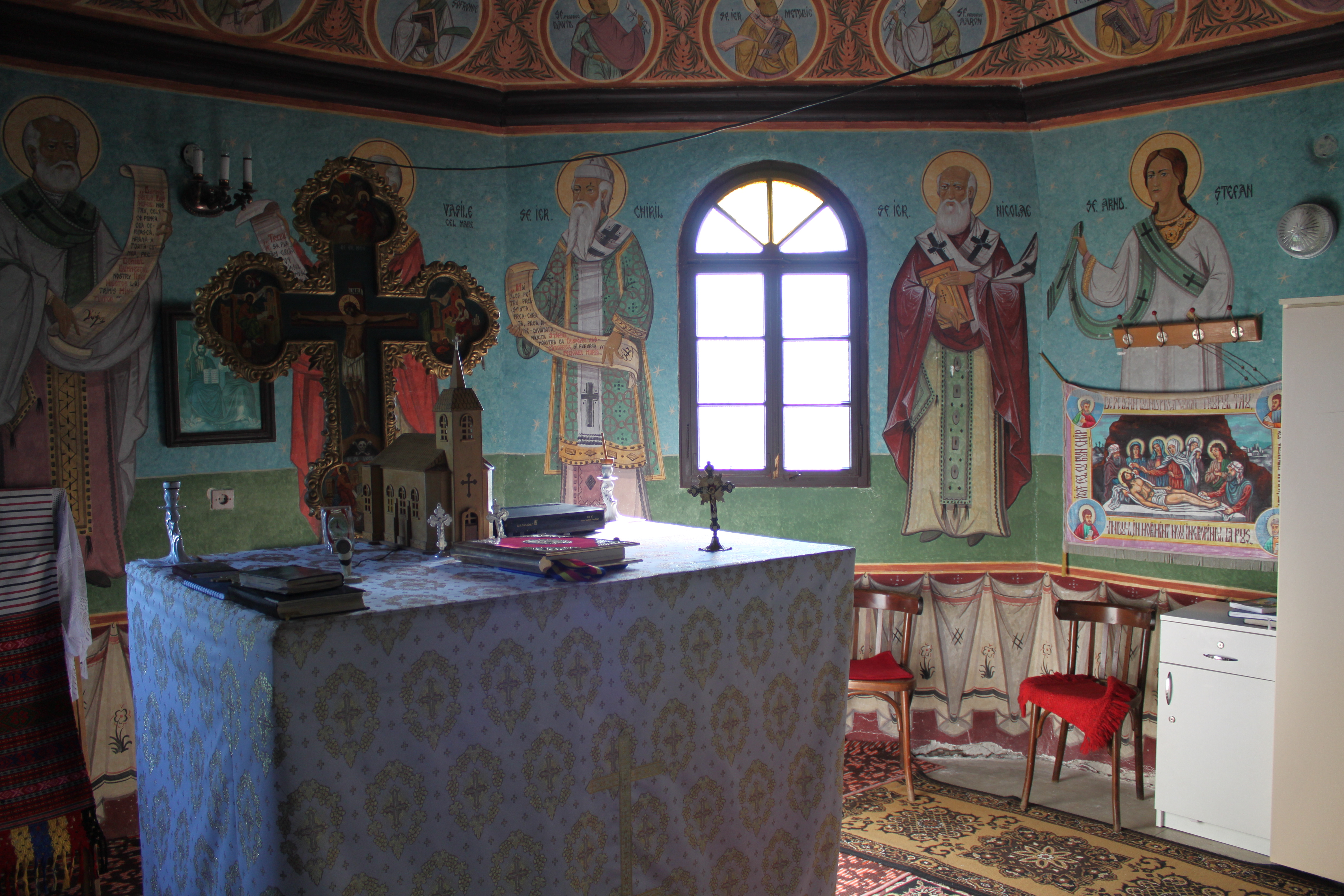
Altarul
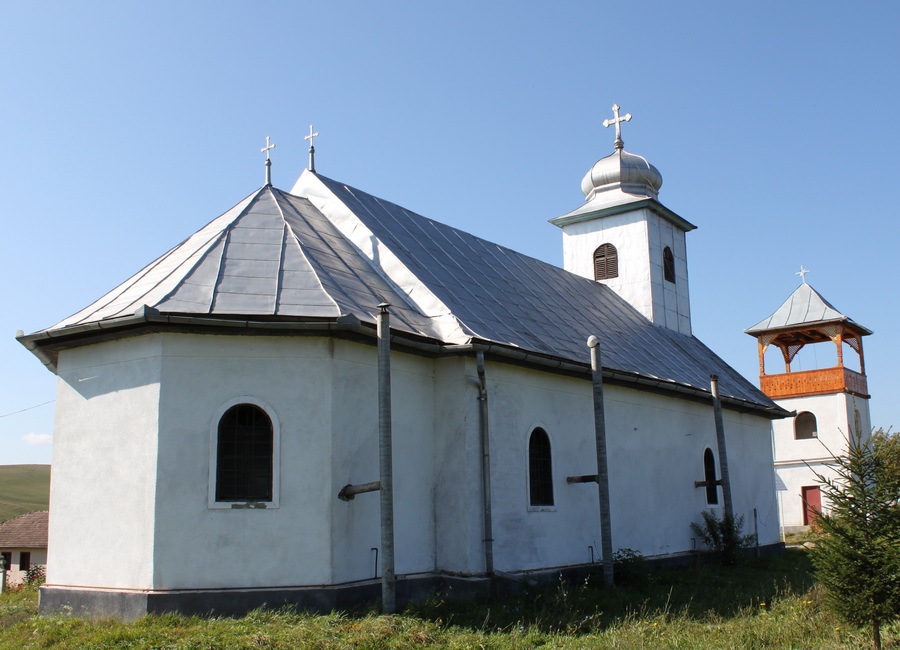
Biserica văzută din nord-est
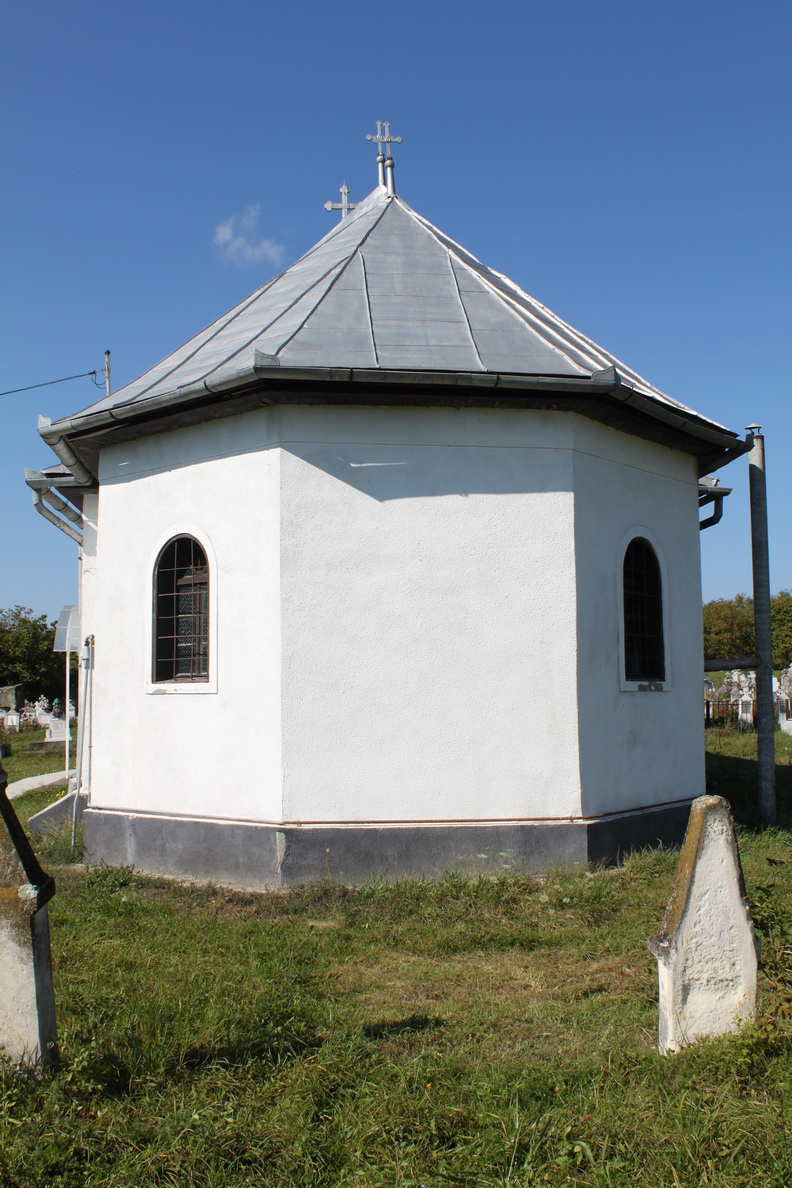
Absida altarului
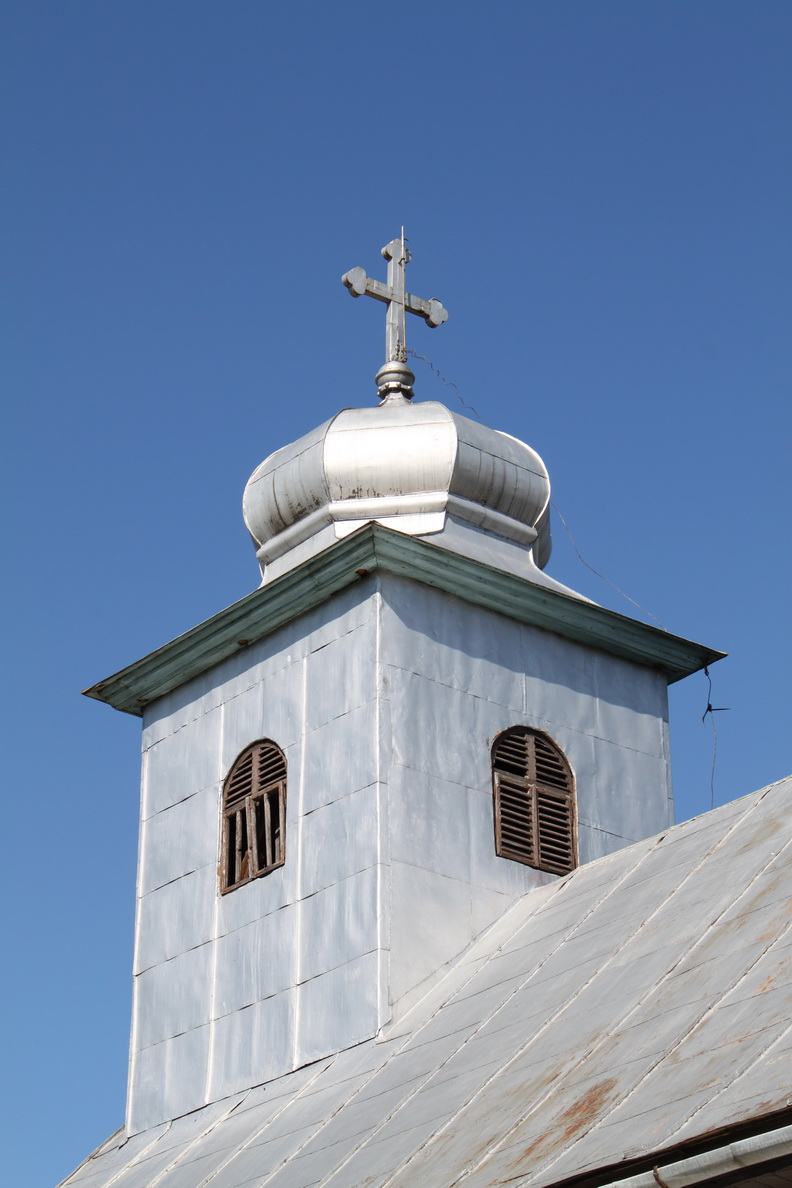
Turnul bisericii
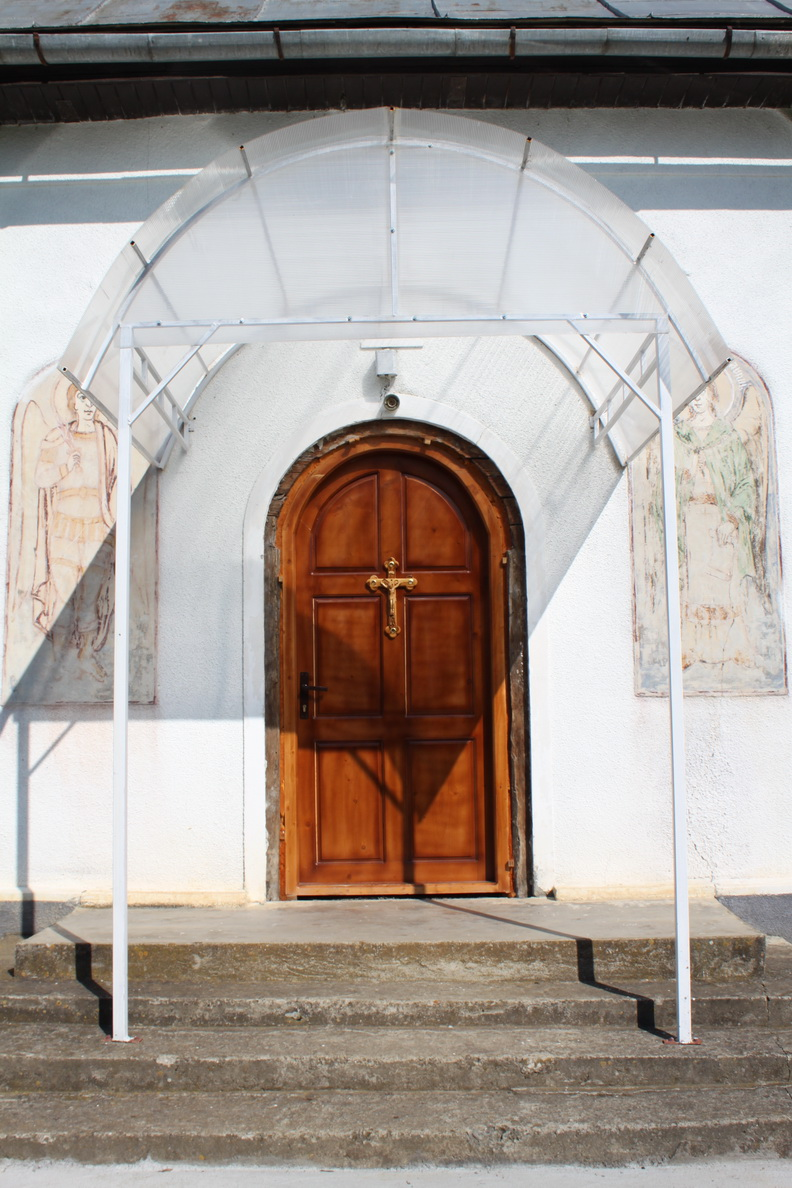
Intrarea de pe latura de sud
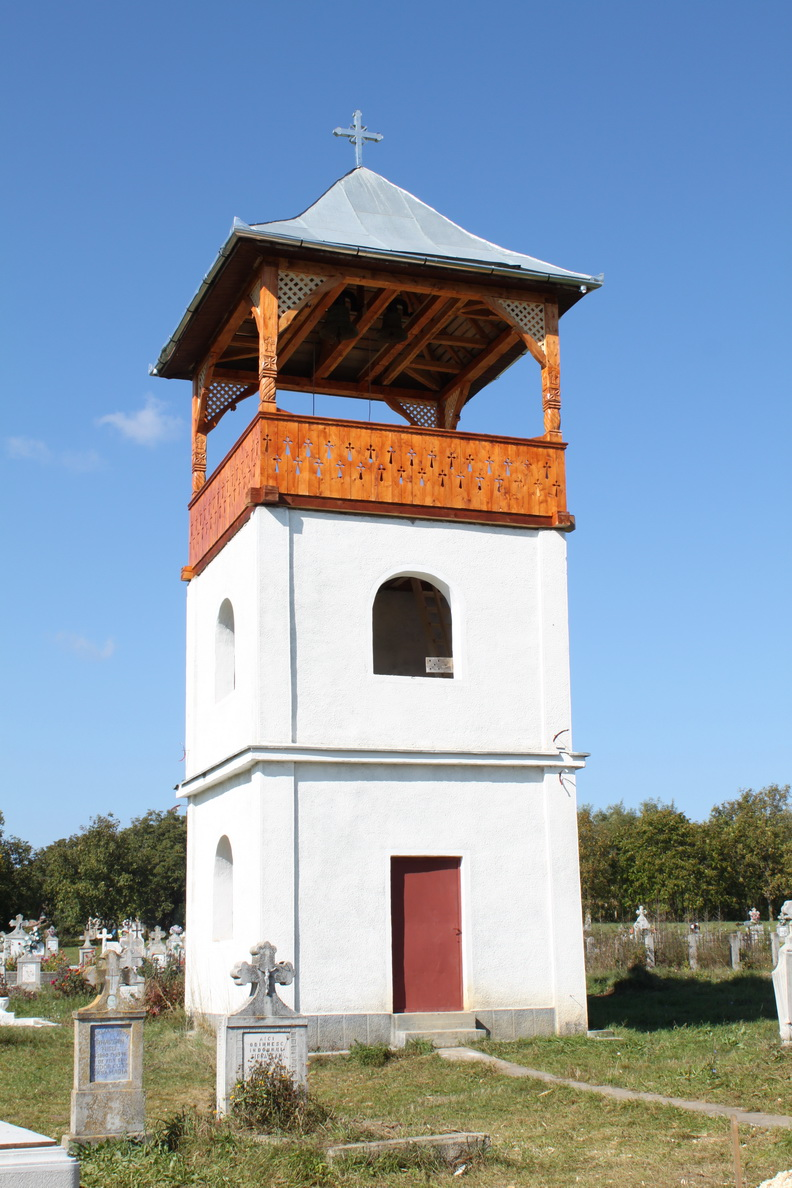
Clopotniţa
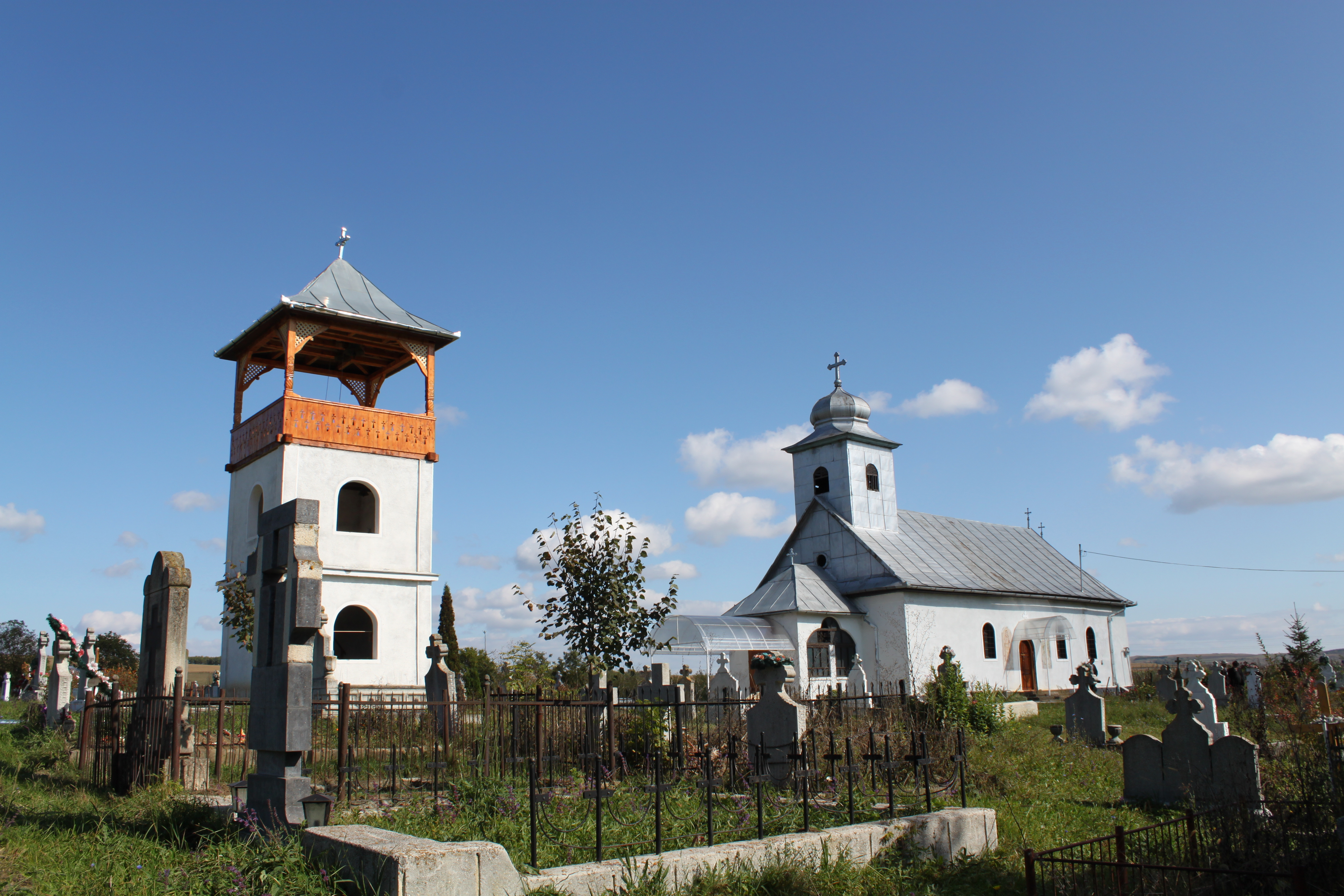
Vedere de ansamblu